# 929
سنة 929 م كانت سنة بسيطة تبدأ يوم الخميس (الرابط يظهر نموذج التقويم الكامل للسنة) من التقويم اليولياني.

## مواليد
- عبد العزيز بن الحارث التميمي

## وفيات
- محمد بن جابر بن سنان البتاني